# Franz Xaver Wieninger
Franz Xaver Wieninger (* 12. Dezember 1775 in Wartberg; † 26. Januar 1831 in Dachau) war ein bayerischer Bierbrauer, Gastronom und Politiker.

## Leben
Wieninger wurde als Sohn des Bierbrauers und Unternehmers Johann Georg Michael Wieninger geboren. Seine Brüder Johann Georg und Gottlieb waren ebenfalls bayerische Landtagsabgeordnete. Ende der 1780er Jahre zog die Familie nach Vilshofen, wo der Vater eine Brauerei zunächst pachtete und später kaufte, ebenso wie Gebäude des ehemaligen Kapuzinerklosters Vilshofen.
Wieninger heiratete 1797 in die spätere Hörhammer-Brauerei in Dachau ein. In der Gastwirtschaft zeugt heute noch ein Gedenkstein von einem Besuch der königlichen Familie und der Feier des Namenstages von König Max I. im Jahre 1806. Die Wieningerstraße in der Nähe erinnert ebenfalls an das wohltätige Ehepaar Wieninger, das einen Teil seines Nachlasses in eine wohltätige Stiftung einbrachte.
Neben seiner gastronomischen Tätigkeit war Wieninger auch politisch tätig. Er gehörte der bayerischen Kammer der Abgeordneten von 1820 bis 1825 an. Da er am 3. August 1826 sein steuerbares Grundeigentum an den Schwiegersohn Joseph Hierl abgetreten hatte, verlor er die passive Wahlfähigkeit und damit die Abgeordneten-Eigenschaft; er wurde aus der Kammer entlassen. Dort folgte ihm sein Onkel Philipp Wieninger. Ein Großneffe war der österreichische Physiker und Philosoph Ludwig Boltzmann.